# Lygia Bojunga
Lygia Bojunga, född 26 augusti 1932 i Pelotas i Rio Grande do Sul, är en brasiliansk författare.
Bojungas första år tillbringade hon på en bondgård, men flyttade vid åtta års ålder till Rio de Janeiro. Bojunga lärde sig läsa när hon var sju år gammal och litteratur blev då viktigt för henne. Som liten önskade hon att hon var pojke, eftersom flickor hade färre möjligheter. Hon var mycket fantasifull och drevs av en längtan att bli stor och få makt över sitt eget liv.  Efter turnéer med en teatergrupp, då hon upptäckte den utbredda fattigdomen och analfabetismen bland barn i sitt hemland, startade Bojunga en skola för dessa. 
1972 debuterade Lygia Bojunga som barnboksförfattare. Hennes böcker behandlar ämnen som död, saknad, dröm och verklighet, och de är inte sällan samhällskritiska. Hon har ett tydligt barnperspektiv i sina texter.
Förutom barnböcker har Bojunga skrivit dramatik och vuxenlitteratur. Hon har även bland annat arbetat på radio och tv.

2004 mottog hon Litteraturpriset till Astrid Lindgrens minne, ALMA, med motiveringen
Lygia Bojunga  upplöser lika svindlande lätt som det lekande barnet gränsen mellan fantasi och verklighet. I hennes dramatiska och muntligt präglade berättande är allt möjligt. På ett djupt originellt sätt förenar hon lekfullhet, poetisk skönhet och absurd humor med frihetspatos, social kritik och ett starkt engagemang för det utsatta barnet. Med fin psykologisk känsla låter hon sina läsare kliva rakt in i de drömmar och fantasier som hennes huvudpersoner använder för att överleva.